# Аргун (город)
Аргун (чечен. Устрада-ГӀала, Орга-Гӏала, УстаргӀардойн-Эвла) — город в Чеченской Республике Российской Федерации.
Город республиканского значения, административный центр городского округа город Аргун.

## Этимология
Название «Аргун» происходит от гидронима Аргун. Одно из названий аула на чеченском языке — Устар-Гардой, где устар — персидское «мастер, оружейник» и чеченское гӏорда — название одной из марок клинка, то есть «мастера, кующие клинки гӏорда». После выселения чеченцев и ликвидации в 1944 году Чечено-Ингушской АССР аул был переименован в селение Колхозное, а после восстановления республики — в рабочий посёлок Аргун. С 1967 года — город Аргун.

## География
Город расположен на Чеченской равнине, по обоим берегам реки Аргун (правый приток реки Сунжа), в 10 км к юго-востоку от Грозного.
Граничит с Грозненским районом на западе и севере, Гудермесским районом на востоке и Шалинским районом на юге.
Город условно разделён на село и посёлок, границей которых считается центральная улица — Ахмада-Хаджи Кадырова.
Преобладает умеренно континентальный климат. Среднегодовая норма осадков составляет около 450 мм. Меньше всего осадков выпадает в январе, в среднем около 22 мм, а больше всего в июне, в среднем около 71 мм. Июль самый тёплый месяц года, его средняя температура 24,5 °C, а самый холодный месяц — январь, со средней температурой —2,3 °C.

## История
В 1819 году, южнее слияния рек Аргун и Сунжа было образовано селение Устрада (Устар-Гардой), которое к 1850-м годам уже насчитывало 490 дворов.
23 марта 1919 года в ходе Гражданской войны, несмотря на яростное и упорное сопротивление местных жителей, организованное и возглавленное, село было захвачено и уничтожено, вместе с Чечен-Аул, Гудермес, Герзель-Аул, Бердыкель, Сержень-Юрт, Цоци-Юрт и др. войсками ВСЮР.
В 1944 году, в связи с выселением чеченцев и упразднением Чечено-Ингушской АССР, населённый пункт был переименован в село Колхозное.
Указом Президиума ВС ЧИАССР от 29 ноября 1962 года селение Колхозное Шалинского района отнесено к категории рабочих поселков с присвоением наименования — рабочий посёлок Аргун.
В 1967 году постановлением Верховного Совета РСФСР, населённый пункт получил статус города в составе Шалинского района ЧИАССР.
В 1990 году город Аргун был выделен из состава Шалинского района, с присвоением ему статуса города республиканского подчинения.
Аргун сильно пострадал в годы Первой и Второй чеченских войн, в настоящее время практически полностью восстановлен.
В 2014 году в городе появились высотные здания и открыта мечеть им. Аймани Кадыровой.

## Население
| 1970    | 1979    | 1989    | 1996    | 2002    | 2003    | 2005    | 2007    | 2008    |
| ------- | ------- | ------- | ------- | ------- | ------- | ------- | ------- | ------- |
| 15 148  | ↗21 652 | ↗25 491 | ↘23 400 | ↗25 698 | ↗25 700 | ↗26 900 | ↗29 100 | ↗40 100 |
| 2009    | 2010    | 2011    | 2012    | 2013    | 2014    | 2015    | 2016    | 2017    |
| ↗41 767 | ↘29 525 | ↘29 500 | ↗30 647 | ↗32 058 | ↗33 207 | ↗34 078 | ↗35 738 | ↗36 486 |
| 2018    | 2019    | 2020    | 2021    | 2023    | 2024    |         |         |         |
| ↗37 373 | ↗38 169 | ↗39 275 | ↗41 622 | ↗42 685 | ↗43 456 |         |         |         |

На 1 января 2025 года по численности населения город находился на 359-м месте из 1124 городов Российской Федерации.
Национальный состав
Национальный состав населения города по данным Всероссийской переписи населения 2010 года:
| Народ      | Численность, чел. | Доля от всего населения, % |
| ---------- | ----------------- | -------------------------- |
| чеченцы    | 29 323            | 99,32 %                    |
| другие     | 161               | 0,54 %                     |
| не указали | 41                | 0,14 %                     |
| всего      | 29 525            | 100,00 %                   |

По итогам переписи населения 2020 года проживали следующие национальности (национальности менее 0,1 % и другое см. в сноске к строке «Другие»):
| Национальность | Численность, чел. | Доля     |
| -------------- | ----------------- | -------- |
| Чеченцы        | 41 395            | 99,45 %  |
| Русские        | 92                | 0,22 %   |
| Другие         | 135               | 0,33 %   |
| Итого          | 41 622            | 100,00 % |

## Статус

Городской округ г. Аргуна на карте Чеченской Республики

Город составляет административно-территориальную единицу (город республиканского значения) и муниципальное образование, наделенное статусом городского округа Законом Чеченской Республики № 15-рз от 20.02.2009 г. «Об образовании муниципального образования город Аргун, установлении его границ и наделении его статусом городского округа». Понятия «городской округ город Аргун» и «город Аргун» равнозначны.
С 1 января 2020 года из состава Грозненского района в состав городского округа город Аргун переданы территории Комсомольского (с. Бердыкель и п. Примыкание) и Чечен-Аульского сельских поселений (с. Чечен-Аул), площадь которого после этого составляет 130,21 км².

## Органы местного самоуправления
Структуру органов местного самоуправления города Аргун составляют:
- Глава города — председатель Совета депутатов г. Аргун;
- Совет депутатов города Аргун — представительный орган г. Аргун;
- Мэр города Аргун — руководитель мэрии города Аргун;
- Мэрия города Аргун — исполнительно-распорядительный орган города.

Мэром городского округа является — Масаев Илес Ахмедович.
Председатель совета депутатов городского округа Аргун — Аюбов Ибрагим Зилимханович.

## СМИ
- Аргунская городская газета «Аргун».

## Промышленность
История промышленности в г. Аргун началась в начале 20 века, когда местный житель Юсуп Башаев создал первое предприятие (мельницу функционировавшую за счет энергии извлекаемой из течения воды-канала) по производству кукурузной муки. Объёмы производства позволяли удовлетворить потребность в указанной пищевой продукции местных жителей и жителей близлежащих населённых пунктов. Таким образом история промышленности г. Аргун берет свое начало ещё с эпохи царской России и пищевого производства. Примечательным является тот факт, что в эпоху советской власти г. Аргун становится одним из центров промышленности СКФО и львиную долю производства в ней составляет именно пищевая продукция — от сельской мельницы до больших предприятий превративших город в один из крупных центров промышленного производства.
Сегодня Аргун — динамично развивающийся промышленный центр. Одним из факторов инвестиционной привлекательности городского округа является то, что по территории округа проходит дорожная магистраль СКЖД «РЖД» станция «Аргун».
Город Аргун был основан как промышленный центр республики, на территории которого были дислоцированы предприятия промышленности, строительной индустрии и агропромышленного комплекса такие, как:
- ГУП Аргунский завод «Пищемаш» министерства промышленности и энергетики Чеченской Республики.
- В январе 2012 года в городе был открыт сборочный завод ОАО «Чеченавто» (производство автомобилей «ВАЗ») на базе завода «Пищемаш». На заводе в 2017 году были созданы багги «Чаборз М3» и «Чаборз М6»
- ГУП «Аргунский комбинат хлебопродуктов».
- ГУП «Аргунский комбинат хлебопродуктов» был построен с 1984 по 1990 годы для снабжения население белой мукой и обеспечения комбикормами животноводство и птицеводства. В ходе боевых действий комбинат был частично разрушен. По линии федеральной целевой программы производственные цеха элеватор и мельница были восстановлены частично. В советский период мощность производства была 250 тонн в сутки различной продукции (мука, манная крупа и т. д.). География поставок наряду с городом, регионом и округом охватывала Сибирь и Урал.
- ГУП «Аргунский завод железобетонных изделий и конструкций». Был основан в 1962 году. Специализируется по выпуску железобетонных изделий гидротехнического и гражданского строительства.
- ГУП «Аргунский мясокомбинат». Региональный бренд мясоперерабатывающей промышленности Чеченской Республики, которое организовано на территории Грозненского мясокомбината, созданного в 1964 году. Это было крупное предприятие, имеющее несколько филиалов в республике. При этом мощность производства 1240 тонн мясной продукции в год, география поставок — город, регион, округ и г. Москва.
- ГУП «Сахарный завод Чеченской Республики». В советскую эпоху мощность производства составляет 1500 тонн в сутки, география поставок город, регион, округ и другие регионы РСФСР

## Галерея

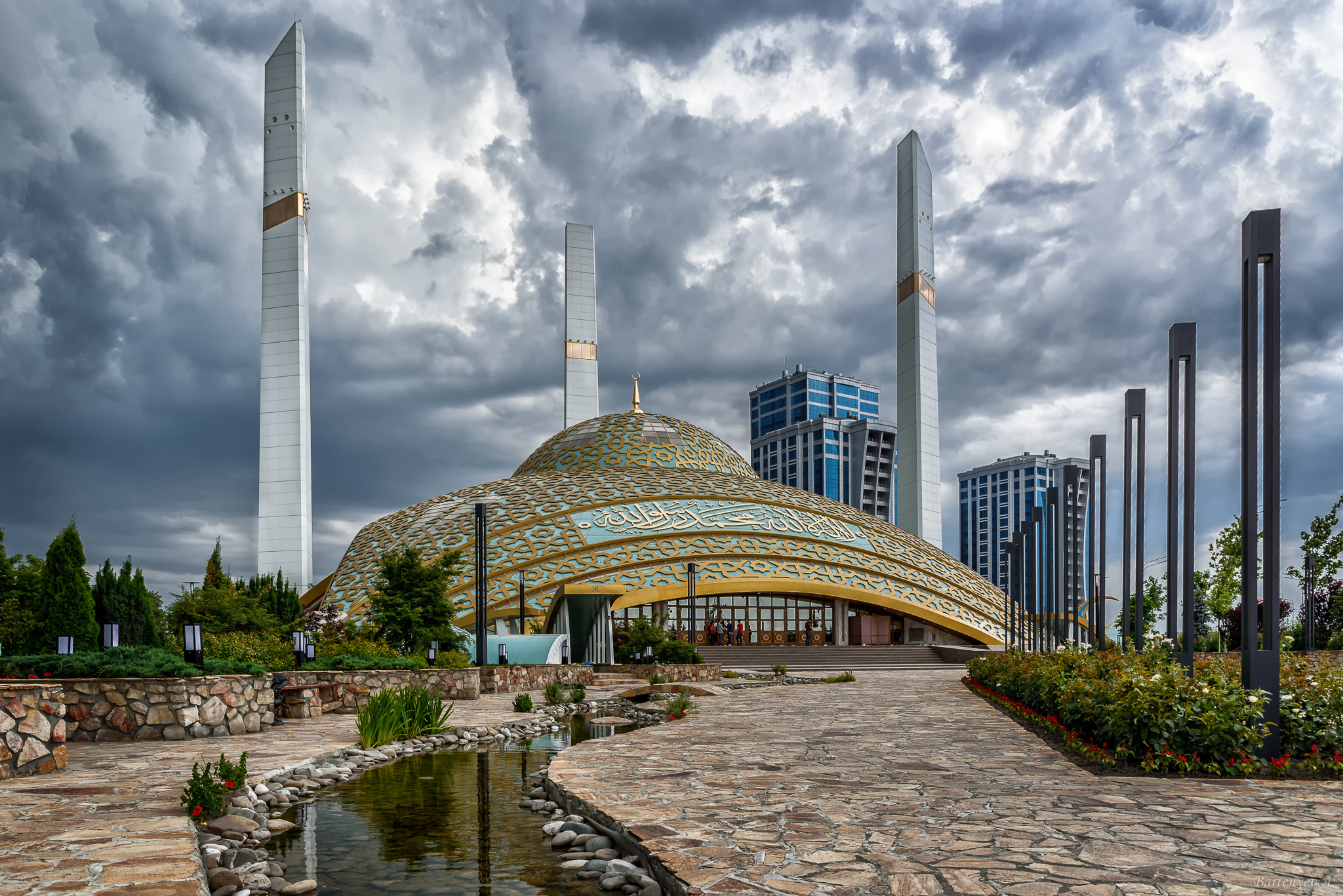
Мечеть имени Кадыровой Аймани
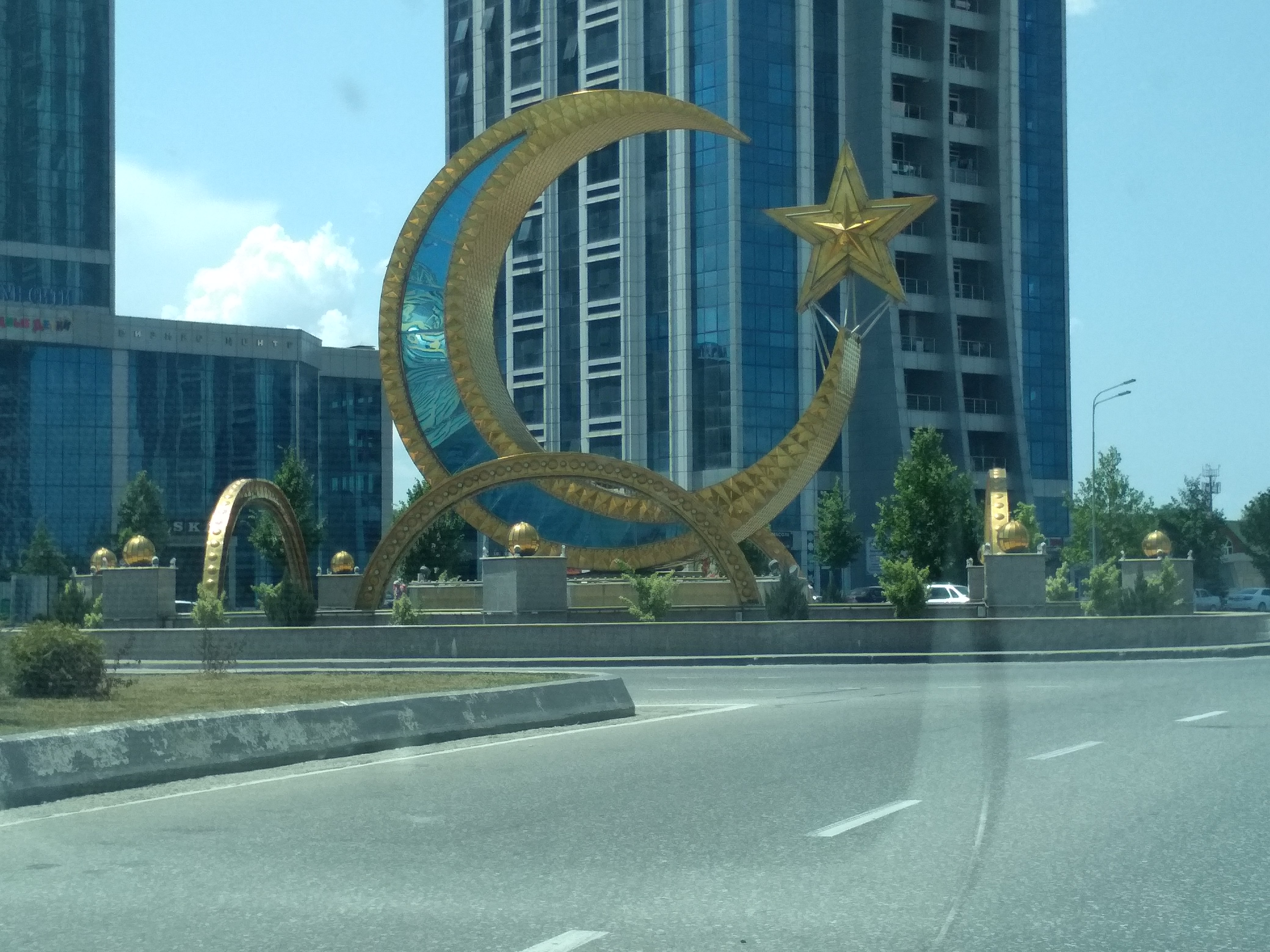
Центральная круговая Аргуна
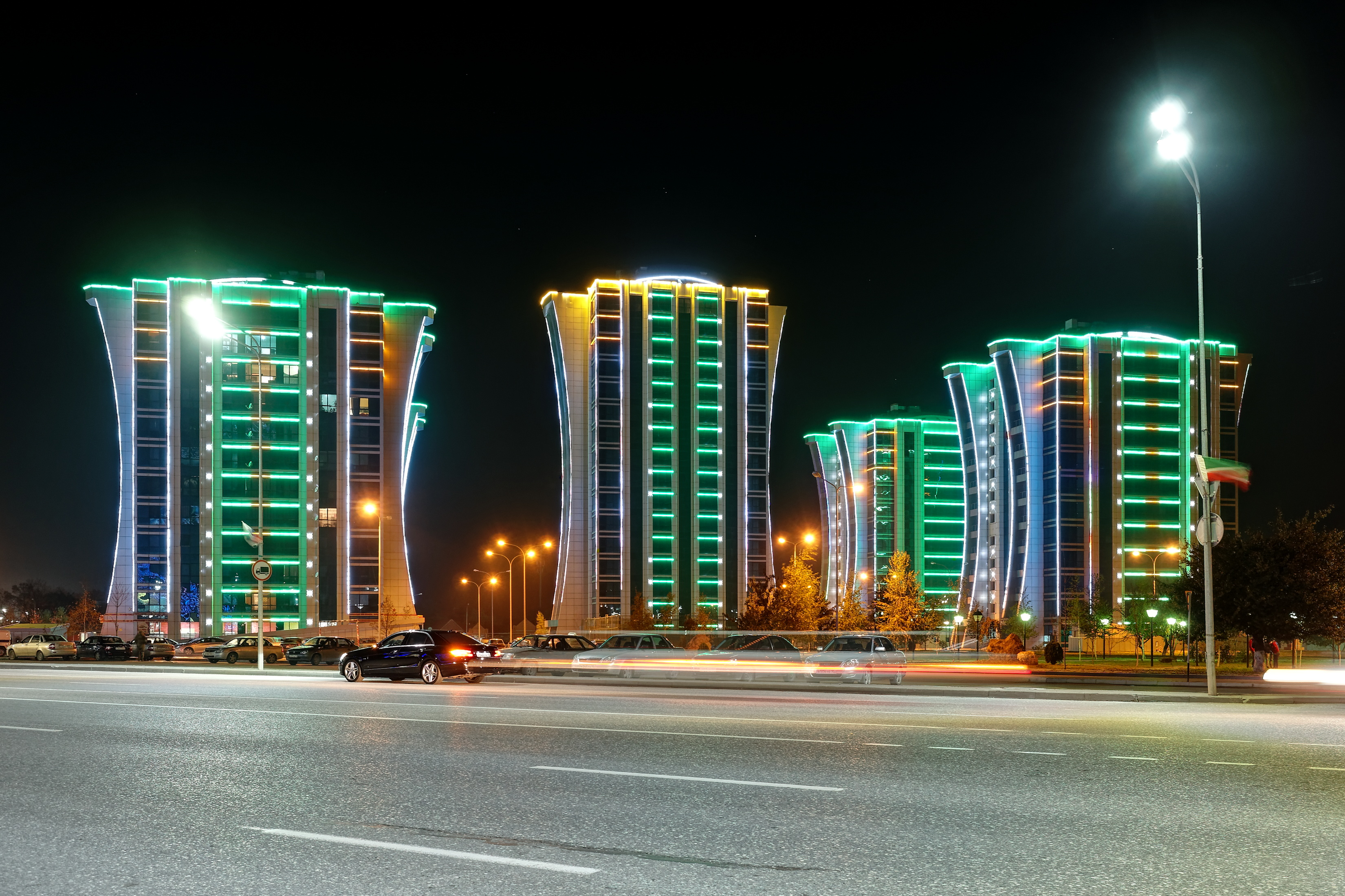
Высотки Аргуна
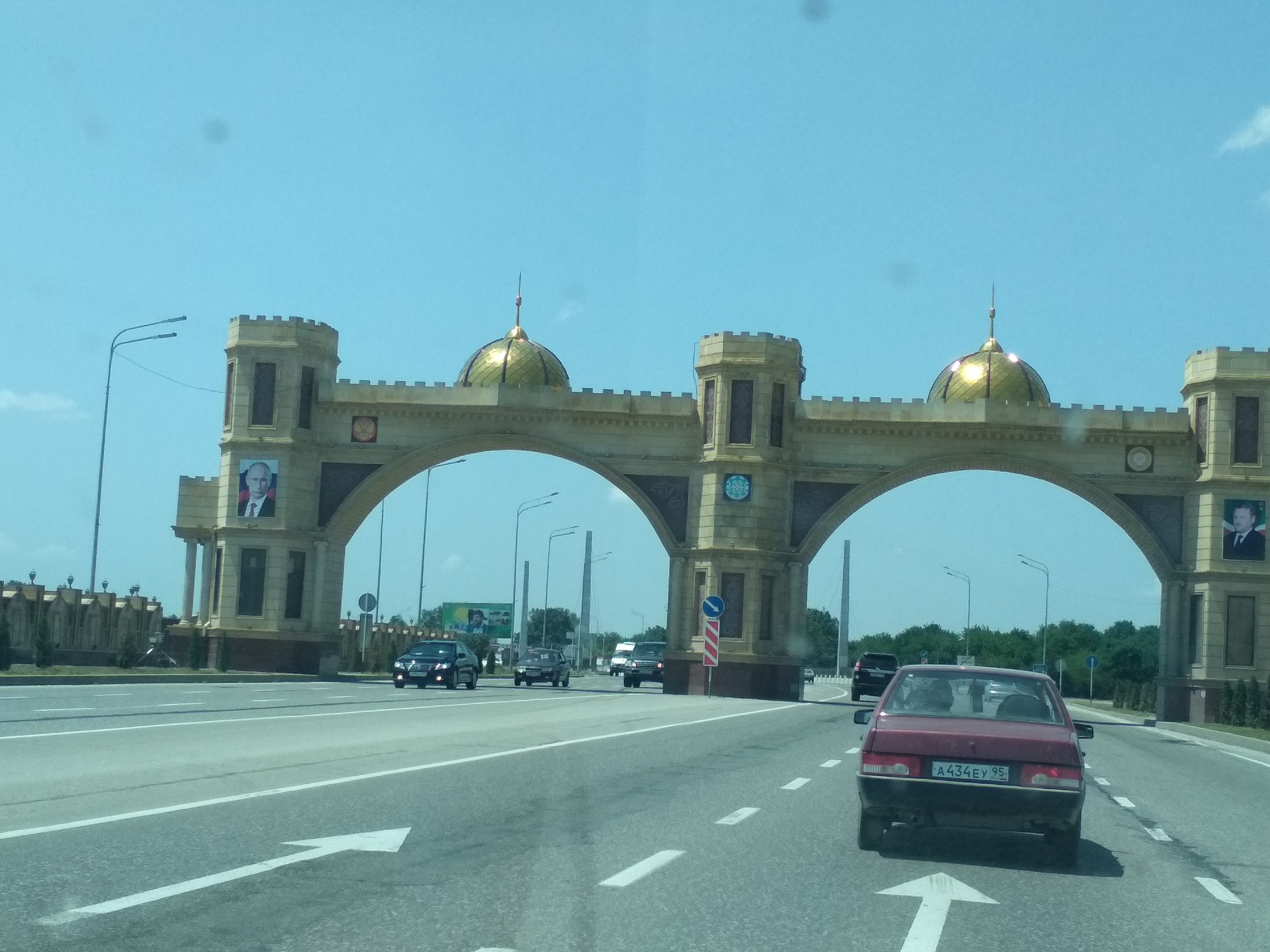
Западная арка Аргуна
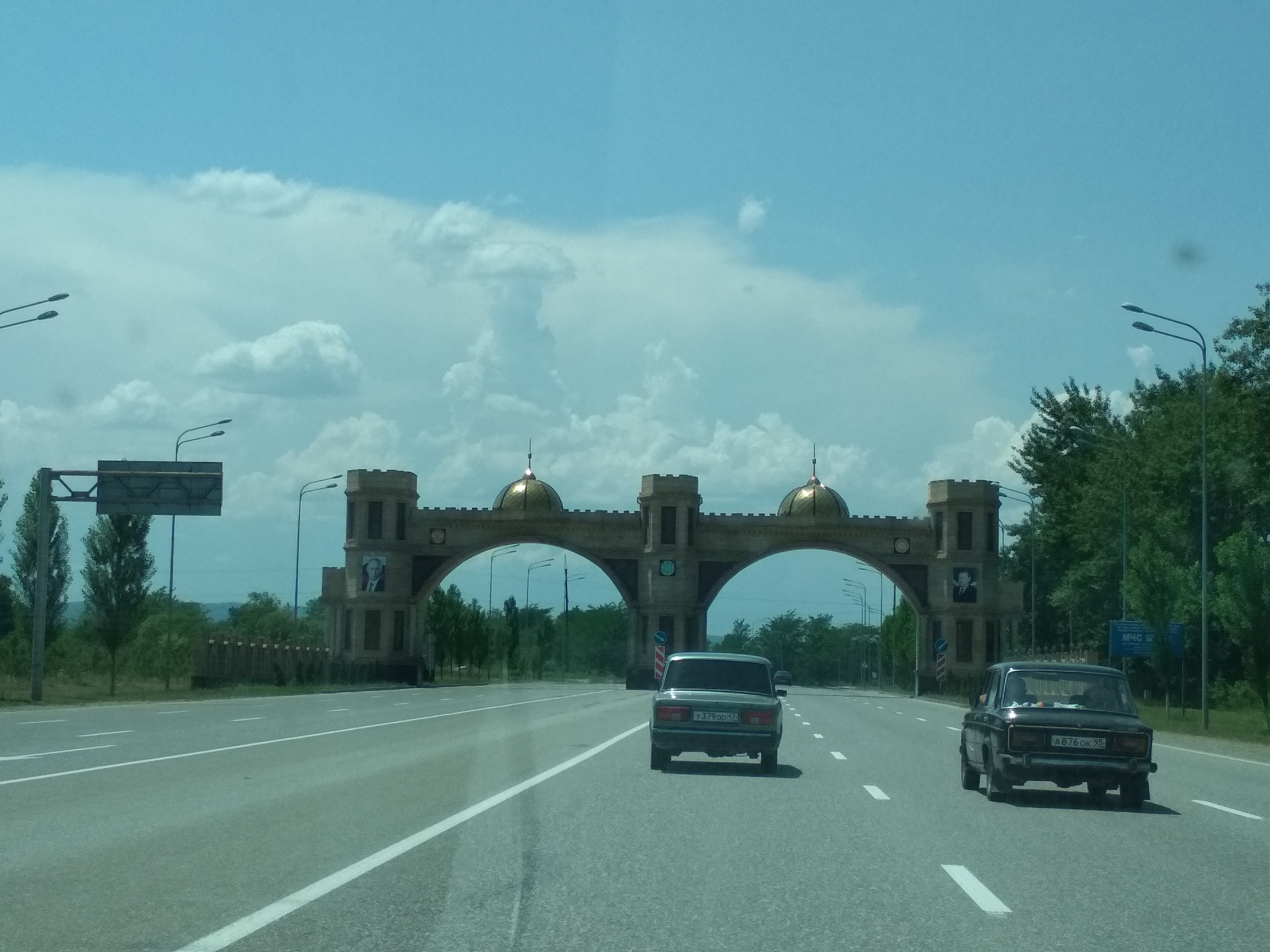
Восточная арка Аргуна
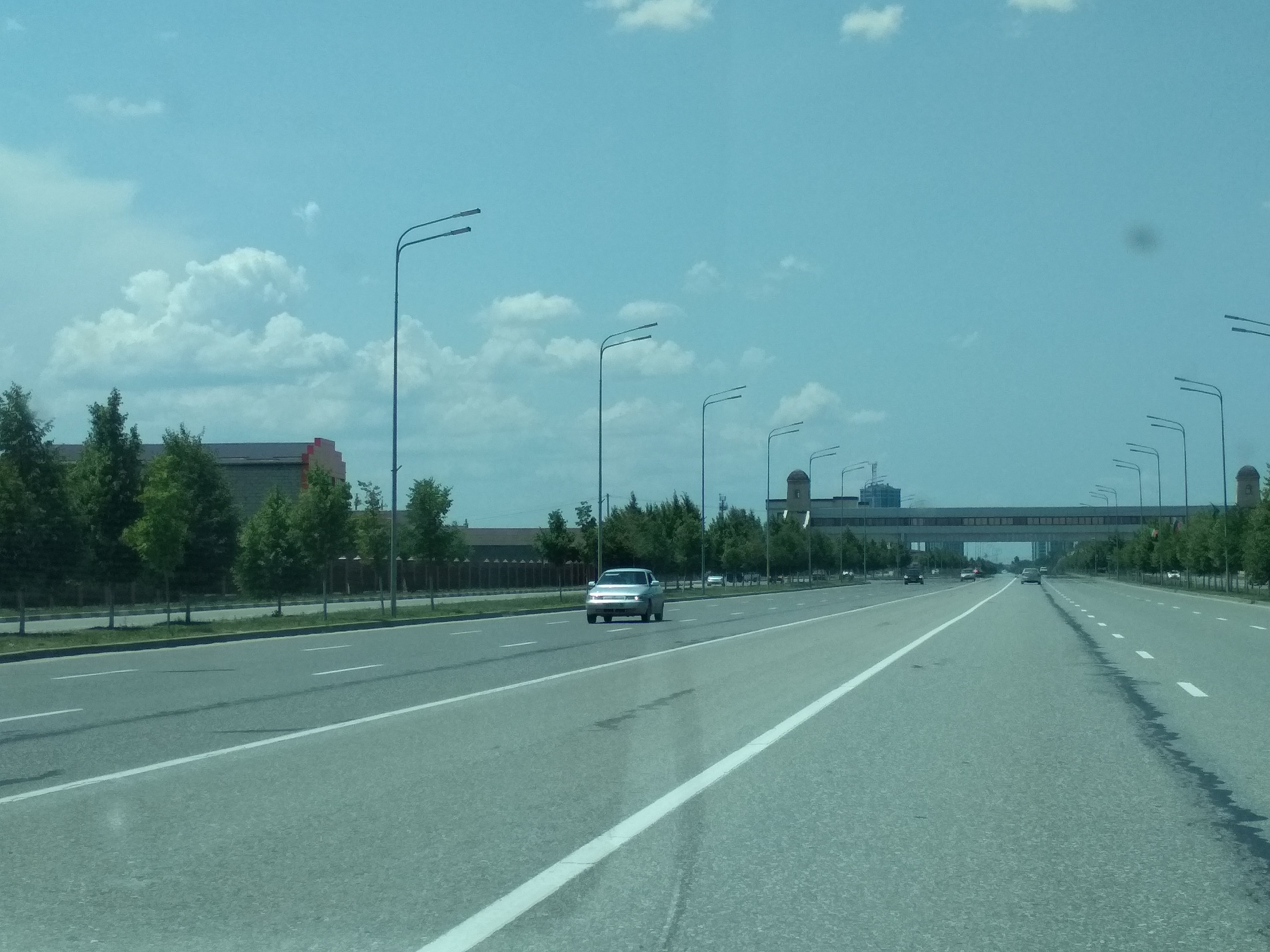
Надземный пешеходный переход